# Macy Conferences
Com o nome de The Macy Conferences, aconteceu, entre os anos 1946 e 1953, uma série de dez conferências interdisciplinares que levou à fundação do que hoje conhecemos como cibernética.
Sob os auspícios da Josiah Macy Foundation, uma organização filantrópica dedicada a problemas do sistema nervoso, foi promovido o encontro de importantes cientistas da época em um vasto leque de áreas para discutir causalidade circular e feedback em sistemas biológicos e sociais - Circular Causal and Feedback Mechanisms in Biological and Social Systems. A presença de diversas áreas de especialização em um mesmo grupo de estudos resultou em uma certa dificuldade inicial de comunicação entre os participantes; mas progressivamente deu lugar a uma linguagem comum, suficientemente forte para permitir o entendimento em todos os seus meandros.
Os cientistas que participaram de todas as conferências, ou da maioria delas, são considerados como o núcleo do grupo, que inclui:
- Arturo Rosenblueth (fisiologista)
- Gregory Bateson (antropólogo)
- Heinz von Foerster (biofísico)
- John von Neumann (matemático)
- Julian Bigelow (engenheiro eletrônico)
- Kurt Lewin (psicólogo)
- Lawrence Kubie (psiquiatra)
- Lawrence K. Frank (sociólogo)
- Leonard Jimmie Savage (matemático)
- Margaret Mead (antropóloga)
- Molly Harrower (psicólogo)
- Norbert Wiener (matemático)
- Paul Lazarsfeld (sociólogo)
- Ralph Waldo Gerard (neurofisiologista)
- Walter Pitts (matemático)
- Warren McCulloch (psiquiatra)
- William Ross Ashby (psiquiatra)

Além deste núcleo, vários outros convidados participaram das conferências. Entre eles:
- Claude Shannon (teórico da informação)
- Erik Erikson (psicólogo)
- Max Delbrück (geneticista e biofísico)